# غرنوقي أرجواني
غرنوقي أرجواني (الاسم العلمي:Geranium purpureum) هو نوع من النباتات يتبع جنس الغرنوقي من الفصيلة الغرنوقية.